# Csajághy Márta
Csajághy Márta, születési nevén Dancz Márta Erzsébet, férjezett Csontosné Mátyásné (Budapest, Erzsébetváros, 1904. december 29. – Budapest, 1945. február 17.) ideg- és elmegyógyász, egyetemi magántanár.

## Életpályája
Dancz Ferenc (1879–1950) törvényszéki hivatalnok és csajági Csajághy Mária Márta gyermekeként született. 1934-ben özv. Burger Lajosné csajági Csajághy Ilona örökbe fogadta. Tanulmányait a szegedi Ferenc József Tudományegyetem Orvostudományi Karán végezte, ahol 1929-ben szerzett orvosi oklevelet. 1928–29-ben az egyetem Kórbonctani és Kórszövettani Intézetében, 1929 és 1945 között az Ideg- és Elmegyógyászati Klinikán dolgozott tanársegédként, majd adjunktusként. 1937-ben és '38-ban elnyerte a Mitteleuropäischer Wirtschaftstag ösztöndíját. 1943-ban a Fertőző és gyulladásos ideg- és elmebántalmak kór- és gyógytana című tárgykörből magántanárrá habilitálták. Halálát vérmérgezés okozta.
Fő kutatási területe az idegszövettan és kóros elváltozásai voltak. Számos közleménye jelent meg a hazai és külföldi szaklapokban.

## Főbb művei
- További észleletek a liquor cerebrospinalis felmelegítésével kapcsolatban, különös tekintettel a permeabilitás megváltozására. Stief Sándorral. (Budapesti Orvosi Újság, 1930, 51.)
- A paralysis progressiva bulbaris tüneteinek kórszövettani megvilágítása. (Orvosi Hetilap, 1932, 32.)
- Kísérletes atherosclerosis. Purjesz Bélával. (Magyar Orvosi Archivum, 1935)
- Adat a tükörírás agykérgi localisatiojához. Stief Sándorral. (Orvosi Hetilap, 1936, 22.)
- A Meduna- és Sakel-féle gyógymód eredményei a serdüléses elmezavarban. Mezei Bélával. (Orvosi Hetilap, 1938, 11.)
- Die kindliche Ruhr und das Nervensystem (társszerzőkkel, Leipzig – Budapest, 1940)